# Pantana albipes
Pantana albipes är en fjärilsart som beskrevs av Matsumura 1921. Pantana albipes ingår i släktet Pantana och familjen tofsspinnare. Inga underarter finns listade i Catalogue of Life.